# Усть-Урма
Усть-Урма́ (бур. Υрмын Адаг) — улус в Селенгинском районе Бурятии. Входит в сельское поселение «Иройское».

## География
Улус расположен в неширокой межгорной долине на восточной окраине Малого Хамар-Дабана в междуречье речек Иро и Урма, в 2 км западнее от места их впадения в Темник. Находится в 15 км к северо-востоку от центра сельского поселения «Иройское» — улуса Ташир. Через Усть-Урму проходит автодорога на улус Удунга, находящемуся к северу в 9,5 км вверх по Темнику.

## Население
| 2002 | 2010 |
| ---- | ---- |
| 214  | ↗267 |

## Инфраструктура
Иройская специальная (коррекционная) школа-интернат, начальная общеобразовательная школа, фельдшерско-акушерский пункт.

## Известные уроженцы
- Ванкеев, Жамсо Бальжинимаевич (1914—1993) — Герой Социалистического Труда, орденоносец, участник Великой Отечественной войны, председатель колхоза им. Карла Маркса.